# 亚历山德罗·阿尔维西
亚历山德罗·阿尔维西（義大利語：Alessandro Alvisi，1887年2月12日—1951年5月9日），意大利男子马术运动员。他曾代表意大利参加1920年和1924年夏季奥林匹克运动会马术比赛，共获得二枚铜牌。